# José Manuel Poga
 (décembre 2021).
Si vous disposez d'ouvrages ou d'articles de référence ou si vous connaissez des sites web de qualité traitant du thème abordé ici, merci de compléter l'article en donnant les références utiles à sa vérifiabilité et en les liant à la section « Notes et références ».
José Manuel Rivera, plus connu sous le nom de José Manuel Poga, est un acteur espagnol. Il est principalement connu pour son rôle dans la série télévisée La casa de papel, dans laquelle il incarne César Gandía, le chef de la sécurité de la Banque d'Espagne.

## Biographie
Il a débuté dans le monde du spectacle dans sa ville natale en tant que comédien et clown, et a également participé à des courts-métrages. Sa première apparition à la télévision nationale a été le rôle d'un policier dans un épisode de la série La que se avecina en 2007.
Son arrivée au cinéma s'est faite en 2011 dans le film Un mundo cuadrado en jouant un médecin. Il a tenu des rôles mineurs dans d'autres films tels que Grupo 7 et Miel de naranjas.
Sa première participation à une superproduction est le film El Niño, qui traite du trafic de drogue dans le détroit de Gibraltar. Il a joué le rôle de Rafael Alberti dans La luz con el tiempo dentro, un biopic de 2015 sur Juan Ramón Jiménez. Il continue à jouer des rôles mineurs dans des films tels que Palmeras en la nieve, Toro, El hombre de las mil caras, Oro et La sombra de la ley.
Sur le petit écran, il a joué El Estepeño dans Víctor Ros, Tobías dans Fugitiva et Alfonso dans Gigantes. Il apparaît occasionnellement dans La peste et Le Ministère du temps.
C'est en 2019 qu'il acquiert une notoriété nationale en jouant le rôle du prisonnier gibraltarien Manchester dans le film Taxi a Gibraltar et, surtout, pour son interprétation de César Gandía, chef de la sécurité de la Banque d'Espagne, dans les parties 3, 4 et 5 de La Casa de Papel.  

## Filmographie

### Cinéma
| An   | Titre                       | Rôle               | Notes        |
| ---- | --------------------------- | ------------------ | ------------ |
| 2011 | Un mundo cuadrado           | Médecin            | Extra        |
| 2012 | El Mundo es Nuestro         | Municipal          | Secondaire   |
| 2012 | Grupo 7                     | Miguel Ruiz Lozano | Secondaire   |
| 2012 | Miel de naranjas            | -                  | Secondaire   |
| 2014 | El Niño                     | -                  | Secondaire   |
| 2015 | La luz con el tiempo dentro | Rafael Alberti     | Protagoniste |
| 2015 | Palmeras en la nieve        | -                  | Rôle moindre |
| 2016 | Toro                        | -                  | Extra        |
| 2016 | El hombre de las mil caras  | -                  | Extra        |
| 2017 | Oro                         | -                  | Extra        |
| 2018 | La luz con el tiempo dentro | -                  | Rôle Moindre |
| 2019 | Taxi a Gibraltar            | Manchester         | Protagoniste |

- 2025 : Cervantes avant Don Quichotte (El cautivo) d'Alejandro Amenábar

### Télévision
| An          | Titre                     | Rôle             | Notes                                                          |
| ----------- | ------------------------- | ---------------- | -------------------------------------------------------------- |
| 2015        | Aquí Paz y después Gloria | Roque Sansegundo | Secondaire                                                     |
| 2015        | Víctor Ros                | Le estepeño      | Principal                                                      |
| 2016        | Bajo sospecha             | Cadres Lara      | Principal                                                      |
| 2017        | Le Ministère du temps     | William Martin   | 1 épisode                                                      |
| 2018        | Fugitiva                  | Tobías Romano    | Principal                                                      |
| 2018        | Gigantes                  | Acheteur         | Distribution épisodique                                        |
| 2018        | La peste                  | ?                | Extra                                                          |
| 2019 - 2021 | La Casa de Papel          | César Gandía     | 3°Partie : Récurrent 4°Partie : Principal 5°Partie : Principal |
| 2020        | Justo antes de Cristo     | Dixième Dulio    | Secondaire                                                     |
| 2021        | Sky Rojo                  | Fermín           | Épisode 8. Extra                                               |
| 2021        | Grasa 2                   | Fati             |                                                                |
| 2023        | Dévoré par les flammes    | Pédro            |                                                                |